# Walter Spannenkrebs
Walter Spannenkrebs  (* 16. August 1895 in Breslau; † 19. Oktober 1979 in Bad Kissingen) war ein deutscher Heeresoffizier, zuletzt Generalmajor im Zweiten Weltkrieg. 

## Leben
1915 trat er während des Ersten Weltkriegs als Fahnenjunker in den aktiven Dienst und wurde kurz darauf Leutnant im Infanterie-Regiment „Graf Schwerin“ (3. Pommersches) Nr. 14. Für seine Leistungen wurden Spannenkrebs beide Klassen des Eisernen Kreuzes verliehen. Nach Kriegsende folgte seine Übernahme in die Reichswehr, wo er u. a. seinen Dienst als Adjutant des III. Bataillons im 4. (Preußisches) Infanterie-Regiment versah. Am 1. Oktober 1934 wurde Spannenkrebs Lehrer an der wiedereröffneten Kriegsakademie in Berlin. 1938 erfolgt die Beförderung zum Oberstleutnant. 1939 verfasste er  sein Werk Angriff mit Kampfwagen.  1941 erfolgt die Beförderung zum Oberst. 1943 erschien sein Buch Angriff mit Kampfwagen in einer zweiten überarbeiteten Neuauflage. Im Oktober 1944 wurde Spannenkrebs zum Generalmajor ernannt.

## Schriften
- Angriff mit Kampfwagen. Verlag Gerhard Stalling, Oldenburg 1939.